# 金布拉海龍屬
金布拉海龍屬，為輻鰭魚綱棘背魚目海龍科的其中一屬。

## 下属物种
- 金布拉海龍（Kimblaeus bassensis）